# 562 v.Chr.
Het jaar 562 v.Chr. is een jaartal volgens de christelijke jaartelling.

## Gebeurtenissen

### Babylonië
- Amel-marduk volgt Nebukadnezar II op als koning van Babylon.
- Koning Jojachin van Juda wordt na 37 jaar gevangenschap vrijgelaten.

## Overleden
- 7 oktober - Nebukadnezar II, koning van Babylon